# Stazione di Château-Thierry
La stazione di Château-Thierry (in francese Gare de Château-Thierry) è la principale stazione ferroviaria di Château-Thierry, Francia.